# Tüshig
Tüshig (tiếng Mông Cổ: Түшиг) là một sum của tỉnh Selenge ở miền bắc Mông Cổ. Năm 2008, dân số của sum là 1.420 người.

## Địa lý
Sum có diện tích khoảng 2492,82 km2. Trung tâm sum, Zelter, nằm cách tỉnh lỵ Sükhbaatar 129 km và thủ đô Ulaanbaatar 410 km.

### Khí hậu
Tüshig có khí hậu lục địa. Nhiệt độ trung bình hàng năm trong khu vực là 0 °C. Tháng ấm nhất là tháng 7, khi nhiệt độ trung bình là 19 °C và lạnh nhất là tháng 1, với −22 °C.

## Kinh tế
Sum có một trường học, bệnh viện và nhà xưởng.